# 細川立興

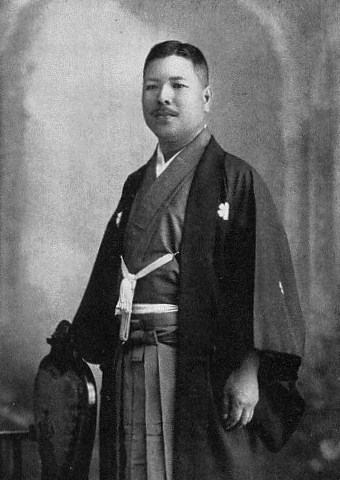
細川立興

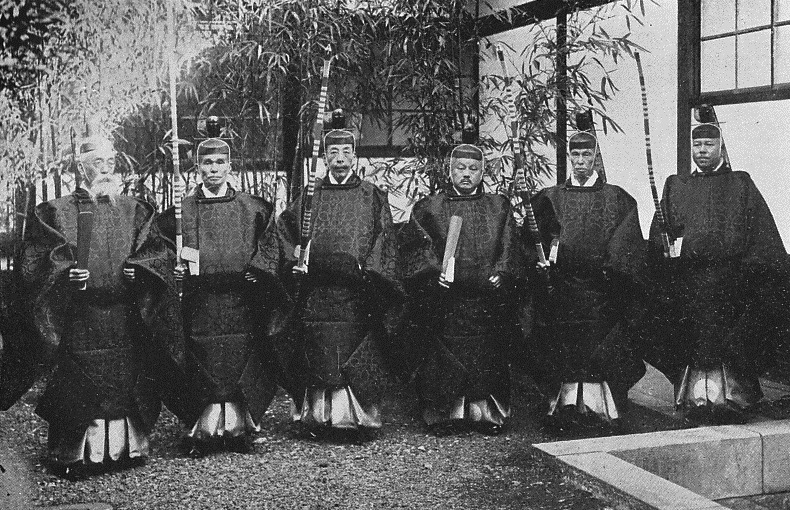
明仁親王誕生時に行われた読書鳴弦の儀奉仕員（左より市村瓚次郎、有馬良橘、大給近孝、辻善之助、松浦靖、細川立興）

細川 立興（ほそかわ たつおき、1871年10月10日（明治4年8月26日） - 1959年（昭和34年）1月11日）は、明治から昭和期の日本の政治家、華族。貴族院子爵議員。

## 経歴
旧宇土藩主・細川立則の長男として生まれ、1875年（明治8年）3月、叔父・養兄であった細川行真の養嗣子となる。養父の死去に伴い、1902年（明治35年）4月28日、子爵を襲爵した。
学習院で学んだ。旧藩子弟のため鶴城学館中学部を設立した。また、澄宮崇仁親王、照宮成子内親王、孝宮和子内親王、皇太子明仁親王の浴場之儀鳴弦を務めた。
1908年（明治41年）4月25日、貴族院子爵議員補欠選挙で当選し、1911年（明治44年）7月9月まで在任。さらに1915年（大正4年）8月25日、貴族院子爵議員補欠選挙で当選し、研究会に所属して活動し、1925年（大正14年）7月9月まで在任した。

## 家族
- 妻 細川千鶴子（上杉斉憲七女、1895年4月結婚）[1]
- 長男 細川立暢[1]　妻の敬子は水野忠敬の孫。娘婿に萩市の菊屋家三男・於菟輔。
- 二男 佐双立業（佐双定雄養子）[1]